# Петер (герцог Шлезвиг-Гольштейнский)
Фридрих Эрнст Петер (нем. Friedrich Ernst Peter, 30 апреля 1922, Луисенлунд, Шлезвиг-Гольштейн — 30 сентября 1980, Тумби, Шлезвиг-Гольштейн) — глава Шлезвиг-Гольштейнского дома в 1965—1980 годах, сын Вильгельма Фридриха Шлезвиг-Гольштейнского и Марии Мелиты Гогенлоэ-Лангенбургской.

## Биография

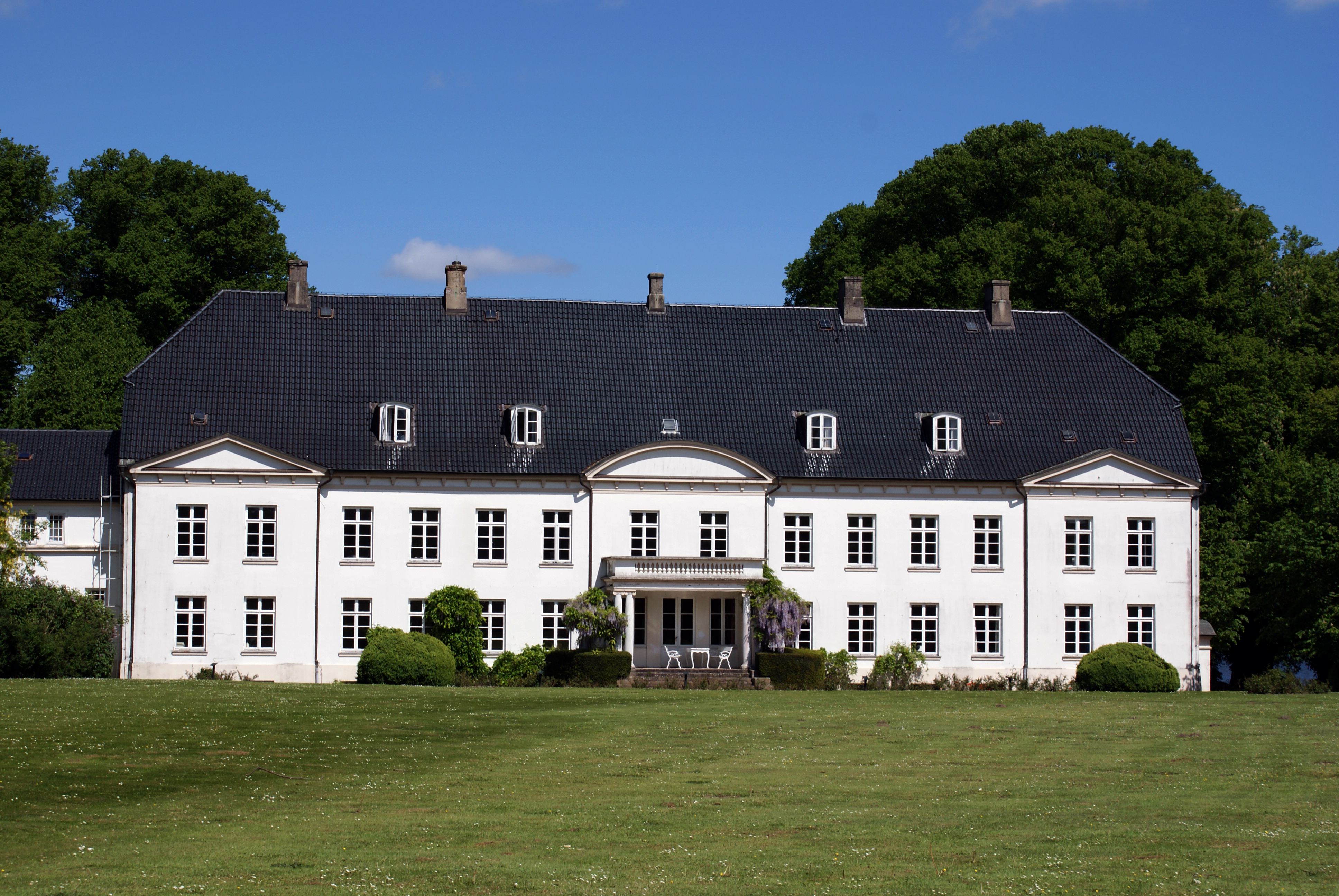
Место рождения принца — Луизенлунд.

Петер родился 30 апреля 1922 годах в родовом имении своих предков Луизенлунде. Он стал третьим сыном в семье титулярного герцога Шлезвиг-Гольштейнского и Глюксбургского Вильгельма Фридриха и его супруги Марии Мелиты, урожденной принцессы Гогенлоэ-Лангенбургской. Его мать приходилась правнучкой с одной стороны королеве Великобритании Виктории, а с другой — российскому императору Александру II.
В 1926 году умер средний брат Вильгельм, а в 1944 году старший брат и наследник титула принц Ганс Альбрехт погиб от ран, полученных в бою на территории Польши во время Второй мировой войны. Оба брата не имели потомков, и Петер стал наследником своего отца.
В 1965 году, после смерти отца, он унаследовал титул герцога Шлезвиг-Гольштейнского и стал главой дома Глюксбургов.
9 октября 1947 года Петер женился на принцессе Марии Аликс Шаумбург-Липпе (1923—2021). Свадебная церемония прошла в Глюксбургском замке. Мария Аликса была дочерью принца Стефана Шамубург-Липпе и герцогини Ингеборки Аликс Ольденбургской. В браке родилось четверо детей:
- Марита (род. 5 сентября 1948) — супруга барона Уилфреда фон Плото с 1975 года, имеют двоих детей;
- Кристоф (22 августа 1949 — 27 сентября 2023) — следующий Шлезвиг-Гольштейнского дома с 1980 года, женат на принцессе Елизавете Липпе-Вейссенфельдской (род. 1957);
- Александр (род. 9 июля 1953) — женат на Барбаре Ферч, имеет двоих детей сына Юлиана и дочь Елену.
- Ингеборга (род. 9 июля 1956) — супруга Николаса Брошек, имеет сына.